# Kuruvanka, Channarayapatna
Kuruvanka là một làng thuộc tehsil Channarayapatna, huyện Hassan, bang Karnataka, Ấn Độ.